# یوشوافو
یوشوافو (به مجاری:  Jósvafő) یک شهرداری در مجارستان است که در بورشود-آبااوی-زمپلن واقع شده‌است. یوشوافو ۲۱٫۵۳ کیلومتر مربع مساحت و ۳۲۰ نفر جمعیت دارد.